# 安溥
安溥（あんぷ、1981年5月30日 - ）は台湾のシンガーソングライターである。本名は焦安溥。2015年より、活動名をこれまでの張懸から本名のファーストネーム、安溥に変更した。
代表作品:『玫瑰色的你』『城市』『喜欢』。

## 経歴
1981年、後の国民党政治家で海峡交流基金会副董事長（副会長）焦仁和の長女として生まれる。
2001年にレコード会社と契約するも、発売に至らず。ライブハウスなどでの公演で徐々に知名度を高める。2003年に貢寮国際海洋音楽祭に出場、「芒果跑楽団（芒果跑樂團、マンゴー・ランズ、Mango Runs）」として活動後解散。
2006年に初のソロアルバム『My Life Will...』を発売。2007年に二作目『親愛的...我還不知道』をソニー・ミュージック（台湾）より発売。2008年に自身のバンド「Algae」を結成、女性ボーカルを担当。2009年にアルバム『城市』を発売。2012年に4作目『神的遊戲』を発売。

## ディスコグラフィー

### アルバム
| 年   | アルバム                                                                           |
| ---- | ---------------------------------------------------------------------------------- |
| 2005 | Maybe I Don't Care - 3/31 インディーズとして発売 - ライブハウス限定盤              |
| 2006 | My Life Will... - 6/9 ソニーBMGより発売                                            |
| 2007 | 親愛的...我還不知道 - 7/20 ソニーBMGより発売                                       |
| 2009 | 城市 - 5/22 ソニーBMGより発売（台湾） - 5/25 ソニーBMGより発売（中国） - Algae名義 |
| 2012 | 神的遊戲 - 8/11 ソニーBMGより発売                                                  |

### EP
| 年   | タイトル                                                                              |
| ---- | ------------------------------------------------------------------------------------- |
| 2007 | 《寶貝 in life》：6/8 ソニーBMGより発売                                               |
| 2008 | 《Love, New Year》：グリーティングカードとして（5000枚限定）、12/19 ソニーBMGより発売 |

### サウンドトラック
| 年        | タイトル                                                                                               |
| --------- | --- |
| 2005年9月 | 《經過》サウンドトラック・主題歌：〈微光〉（歌手として）                                               |
| 2008年8月 | 《キャンディレイン（花吃了那女孩）》サウンドトラック・挿入歌：〈Triste〉（歌手・プロデューサーとして） |
| 2010年2月 | 《モンガに散る（艋舺）》サウンドトラック・挿入歌：〈我想妳要走了〉（歌手・プロデューサーとして）       |